# Eupogonius major
Eupogonius major là một loài bọ cánh cứng trong họ Cerambycidae.